# Untappd
Untappd — социальная сеть и мобильное приложение с функцией геопозиционирования, предназначенные в первую очередь для любителей пива и содержащие базу данных большинства существующих на данный момент сортов. Актуальность базы данных поддерживается самими пользователями, поэтому в ней содержится информация о редких, локальных сортах, включая сваренные домашними пивоварами. Untappd позволяет отмечать выпитый сорт, сопровождая «чек-ин» («check-in») оценкой, фотографией, кратким отзывом и прочей дополнительной информацией, а также делиться этой информацией с друзьями.

## История
Untappd был создан в 2010 году двумя любителями пива: дизайнером Тимом Мэтером из Южной Калифорнии и веб-разработчиком Грегом Эволой из Нью-Йорка. 17 января 2014 года количество пользователей Untappd достигло 1 миллиона, а уже в апреле 2016 года их число достигло 3 миллионов 200 тысяч. Незадолго до этого, в январе 2016 года, Untappd стал частью проекта Next Glass, специализирующегося на мобильных приложениях с похожей функциональностью, ориентированных на алкогольные напитки в целом. По состоянию на октябрь 2018 года общее количество пользователей превышает 6 миллионов.
В 2020 году к 10-летнему юбилею Untappd была запущена международная акция «I Remember My First Check-in», в рамках которой пивоварни всего мира сварили пиво с таким названием. Условиями участия было использование рецепта кислого эля от американской пивоварни Dogfish Head в качестве базового, а также какого-либо локального ингредиента. В акции приняли участие несколько российских пивоварен, в том числе AF Brew (Санкт-Петербург), Одна Тонна (Москва), Gusi (Новосибирск).

## Функции
Untappd использует базу данных локаций Foursquare, позволяя отмечать место, где было выпито пиво, а также вызывать Uber прямо к бару или пабу. Искать сорт пива в базе данных можно не только с помощью ручного поиска по названию и/или пивоварне, но и сканируя штрих-код бутылки в мобильном приложении.
По результатам пользовательских оценок на сайте составляются автоматические рейтинги лучшего пива по странам и стилям (IPA, портер, русский имперский стаут и прочие, вплоть до исторических и локальных стилей).
Поощрение пользователей происходит с помощью значков («badge»), которые выдаются за определённые достижения: к примеру, дегустацию определённого количества сортов в целом или из какой-либо страны (в частности, значок за дегустацию российских сортов пива озаглавлен «Tovarisch»), «чек-ины» в определённый день (Рождество, канун Нового года, Хэллоуин или день запуска Untappd).
В остальном функциональность Untappd стандартна для почти любой современной социальной сети — возможность добавления в друзья, «тосты», комментарии, собственная статистика.